# آداچی-کو، توکیو

نقشهٔ منطقهٔ آداچی در توکیو

منطقهٔ آداچی (به ژاپنی: 足立区 Adachi-ku) یکی از ۲۳ منطقه ویژه توکیو پایتخت ژاپن است.
این منطقه شمال شرقی توکیو واقع شده و ۵۳٬۲۰ کیلومتر مربع مساحت دارد. منطقهٔ آداچی بین رود آراکاوا و رود سومیدا محصور شده‌است. پارک تونری در آداچی قرار دارد.

## رسیدن به آداچی
■ شرکت راه‌آهن شرق ژاپن
■ خط جوبان - کیتا-سنجو - آیاسه
■ شرکت راه‌آهن توبو

## نگارخانه

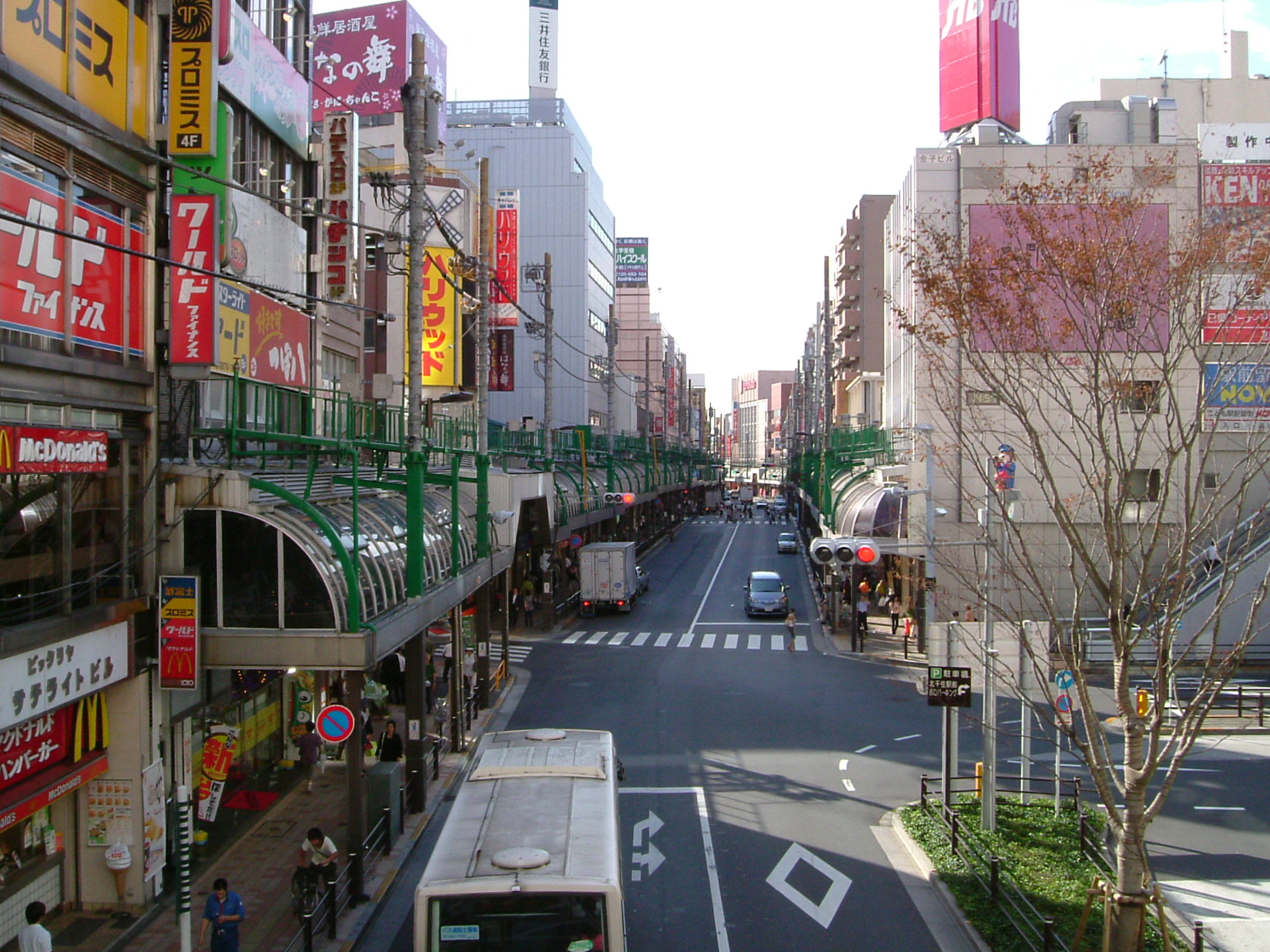
قسمت غربی ایستگاه کیتاسِنجو در منطقهٔ آداچی